# Gastrolobium retusum
Gastrolobium retusum là một loài thực vật có hoa trong họ Đậu. Loài này được Lindl. miêu tả khoa học đầu tiên năm 1834.